# 高揚 (1984年)
高揚（英語：Jessica Gao，1984年1月2日—），美國電視編劇和製作人。她參與《瑞克和莫蒂》第三季，撰寫「醃黃瓜瑞克」一集，並為《硅谷》、《機器雞》、《魔幻之旅》、《反鬥農場》、《Star Wars Detours》和《功夫熊貓：蓋世傳奇》撰寫劇本。

## 職業生涯
高揚的職業生涯開始於尼克兒童頻道節目《魔幻之旅》和《反鬥農場》的編劇。她繼續為該頻道的節目工作，例如《大快朵頤》和《功夫熊貓：蓋世傳奇》。在離開之前，她在其他節目中擔任自由撰稿人，如Adult Swim的《機器雞》、卡通頻道的《The High Fructose Adventures of Annoying Orange》和迪士尼XD的《超能高校生》。高揚還為HBO的《硅谷》、法國系列劇《Zip Zip》、Seeso/冥王星電視的《Bajillion Dollar Propertie$》和喜劇中心的《社畜聯盟》撰寫劇本。
高揚加入《瑞克和莫蒂》第三季的編劇室，擔任六集的故事編輯，並撰寫「醃黃瓜瑞克」一集。她因此在2018年黃金時段創意藝術艾美獎上獲得黃金時段艾美獎優秀動畫節目獎。在為該劇工作期間，高揚和其他女性編輯受到粉絲團成員的性騷擾，他們對該劇在編輯室雇用女性而感到不滿。高揚和《瑞克和莫蒂》的聯合創作者丹·哈蒙合作了一個名為「Whiting Wongs」的播客系列，討論好萊塢的種族和特權。高揚還編寫並共同製作《帶走我妻子》節目的第二季。
高揚在第三季後離開《瑞克和莫蒂》劇組，為ABC開發了一部情景喜劇，該喜劇在2019年獲得試播集訂單，導演是翁菲菲。該劇圍繞一名華裔美國婦女與她的家庭的關係展開。ABC拒絕了這部情景喜劇，但該劇被推銷給其他電視頻道。2019年7月，她被選中為即將上映的基於《Sweet Valley High》的電影撰寫劇本。2019年11月，她被聘為Disney+網路影集《律師女浩克》的首席編劇。

## 影視作品
| 年份     | 標題                                                | 職務   | 職務   | 備註                                                             |
| 年份     | 標題                                                | 編劇   | 製片人 | 備註                                                             |
| -------- | --------------------------------------------------- | ------ | ------ | ---------------------------------------------------------------- |
| 2008－09 | 《反鬥農場》                                        | 是     | 否     | 集數：「War of the Pranks」、「The Sun Cow」                     |
| 2008－11 | 《魔幻之旅》                                        | 是     | 否     | 35集                                                             |
| 2010－11 | 《大快朵頤》                                        | 是     | 否     | 6集                                                              |
| 2011     | 《功夫熊貓：蓋世傳奇》                              | 是     | 否     | 集數：「Fluttering Finger Mindslip」                             |
| 2012－13 | 《機器雞》                                          | 是     | 否     | 9集                                                              |
| 2012－13 | 《The High Fructose Adventures of Annoying Orange》 | 是     | 否     | 4集                                                              |
| 2014     | 《超能高校生》                                      | 是     | 否     | 集數：「幫助特蘭特」                                             |
| 2014     | 《硅谷》                                            | 是     | 否     | 集數：「Signaling Risk」                                         |
| 2015     | 《Zip Zip》                                         | 是     | 否     | 集數：「Rained In」                                              |
| 2016     | 《Bajillion Dollar Propertie$》                     | 是     | 否     | 集數：「Roger Me Rightly」、「Baxter's Confession」              |
| 2017     | 《瑞克和莫蒂》                                      | 是     | 否     | 集數：「醃黃瓜瑞克」；兼執行故事編輯                             |
| 2017     | 《The Memestar Chronicles》                         | 是     | 否     | 集數：「Look Mom, I'm on TV」                                    |
| 2018     | 《帶走我妻子》                                      | 是     | 是     | 2集；兼聯合執行製作人                                            |
| 2018     | 《社畜聯盟》                                        | 是     | 是     | 2集；兼監製                                                      |
| 2022     | 《》                                                | 否     | 執行   |                                                                  |
| 2022     | 《律師女浩克》                                      | 是     | 執行   | 主創兼首席編劇；撰寫3集劇本；在「這是誰的節目？」中出演          |
| TBA      | 《Stepdude》                                        | 是     | 否     | 與史考特·阿姆斯壯、崔西·奧利佛、羅德尼·羅斯曼和艾瑞克·艾普爾合写 |
| TBA      | 《The Undesirables》                                | 待公布 | 執行   | [ 14 ]                                                           |

## 獲獎與提名
| 年份 | 獎項           | 類別           | 提名作品                     | 結果 | 來源   |
| ---- | -------------- | -------------- | ---------------------------- | ---- | ------ |
| 2015 | 美國編劇工會獎 | 喜劇系列       | 《硅谷》                     | 提名 | [ 15 ] |
| 2015 | 美國編劇工會獎 | 新系列         | 《硅谷》                     | 提名 | [ 15 ] |
| 2018 | 黃金時段艾美獎 | 優秀動畫節目獎 | 《瑞克和莫蒂》「醃黃瓜瑞克」 | 獲獎 | [ 16 ] |

## 外部連結
- 高揚在互联网电影资料库（IMDb）上的資料（英文）